# Rungholt (Schiff, 1992)
Die Rungholt ist eine ehemalige Auto- und Personenfähre der Wyker Dampfschiffs-Reederei Föhr-Amrum GmbH.

## Geschichte

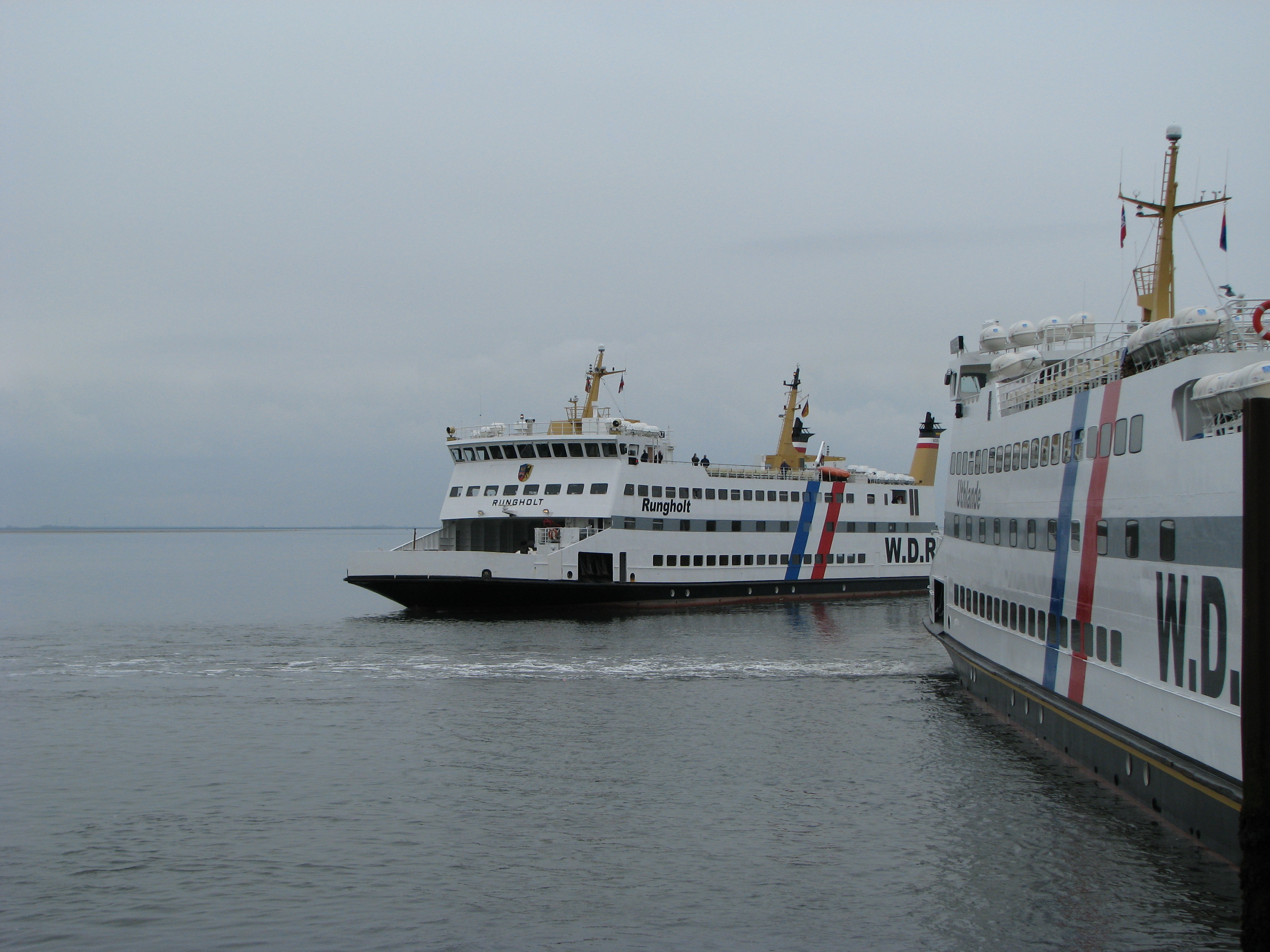
Einlaufen in Wyk auf Föhr, am Anleger 2 liegt die Uthlande IV

Wende kurz vor dem Festmachen im Wyker Hafen

Die Rungholt wurde unter der Baunummer 1520 auf der Husumer Schiffswerft GmbH in Husum gebaut. Die Kiellegung erfolgte am 19. August 1991, der Stapellauf am 10. April 1992. Die Probefahrt fand am 29. Mai desselben Jahres statt. Seitdem verband die Fähre die Inseln Föhr und Amrum mit dem Festlandshafen Dagebüll. Namenspatron ist der in der Nordsee versunkene Ort Rungholt. Die Rungholt ist das Schwesterschiff der 1995 gebauten Nordfriesland.
Am 4. Mai 2018 wurde die Rungholt letztmals zwischen Föhr, Amrum und Dagebüll eingesetzt; ersetzt wurde sie durch den Neubau Norderaue. Seither war die Rungholt aufgelegt und diente bei Bedarf als Ersatzfähre. Am 17. Oktober 2019 wurde sie an das griechische Unternehmen Cretan Daily Cruises verkauft. Der neue Eigner überführte das Schiff unter griechischer Registrierung ins Mittelmeer nach Piräus. Dort wurden Umbauten durchgeführt. Seither wird das Schiff als Nissos Chrissi für Tagesausflüge eingesetzt.

## Besonderheiten
Aufgrund der immer breiter werdenden PKW wurde die Rungholt bei ansonsten ähnlichen Abmessungen im Vergleich zu anderen Fähren der Wyker Dampfschiffs-Reederei Föhr-Amrum – Nordfriesland (Baujahr 1978), Uthlande (Baujahr 1980) und Schleswig-Holstein (Baujahr 1988) – um zwei Meter breiter konstruiert. Somit wurde ein Generationswechsel bei den Fähren eingeläutet, die sich optisch seit 1972, dem Baujahr der alten Schleswig-Holstein, kaum verändert hatten.
Optisch sichtbare Veränderungen:
- Das Schiff verfügt im Salondeck an der Front über acht Fenster (alle älteren Typen haben fünf Fenster).
- Die Rauchgaspfosten befinden sich ein Deck weiter oben, also auf dem Sonnendeck.
- Anstelle der bisher üblichen Heckpforten (Schiebetüren) auf dem Autodeck ist das Schiff auch hinten mit einem hydraulisch betriebenen Visier ausgestattet.

## Technische Daten
Das Schiff wird von zwei MaK-Dieselmotoren des Typs 6M332C mit zusammen 1920 kW Leistung angetrieben. Die Motoren wirken über Untersetzungsgetriebe auf zwei Verstellpropeller in Kortdüsen. Das Schiff ist mit einem elektrisch angetriebenen Bugstrahlruder ausgerüstet. Für die Stromerzeugung an Bord stehen fünf Dieselgeneratoren zur Verfügung.

## Sonstiges
Im Bereich der nordfriesischen Inseln und Halligen ist auch ein gleichnamiges Ausflugsschiff in Fahrt.